# Prideaux John Selby
Prideaux John Selby (* 23. Juli 1788 in Alnwick; † 27. März 1867 in Bamburgh) war ein englischer Ornithologe, Botaniker und Künstler.
Selbys Name ist vor allem mit seinem Werk Illustrations of British Ornithology (1821–1834) verbunden; es war die erste Publikation, in dem die beschriebenen Vögel in Lebensgröße abgebildet waren. Außerdem war er beteiligt an den Illustrations of Ornithology (1825–1843) und veröffentlichte A History of British Forest-trees (1842). Zusammen mit William Jardine und George Johnston gründete er 1837 das „Magazine of Zoology and Botany“. 1827 wurde er zum Mitglied (Fellow) der Royal Society of Edinburgh gewählt.
Viele seiner veröffentlichten Illustrationen zeigen Exemplare aus seiner umfangreichen Sammlung. Zusätzlich zu obigen Werken war er mit den Bänden über Tauben und Papageien an Jardines Naturalist’s Library beteiligt (1835, 1836), letzterer enthielt Zeichnungen von Edward Lear. Selbys Sammlungen wurden 1885 verkauft und dadurch auseinandergerissen; die von dem Zoologen Andrew Smith zusammengetragenen Vögel Südafrikas gingen an das Museum der Universität Cambridge.
John Selby war der älteste Sohn von George Selby of Beal and Twizell, dem Familienvorstand eines Zweiges der in Northumberland weit verbreiteten, einflussreichen englischen Familie Selby. Selby studierte ab 1806 am University College der University of Oxford. Er verließ die Universität nach einiger Zeit ohne Abschluss und lebte dann in Twizell House, dem Wohnsitz seiner Familie in Addestone; sein Vater war 1804 verstorben. Selby kümmerte sich hauptsächlich um diesen Grundbesitz und verkauft das Gut in Beal im Jahr 1850. Er war verheiratet mit Lewis Tabitha Mitford und hatte mit ihr drei Töchter.